# Carlo Tuzzi
Carlo Tuzzi (Firenze, 1863 – Torino, 1912) è stato un paroliere e scrittore italiano, noto principalmente per aver scritto, probabilmente nel 1908, il testo della tradizionale canzone Bandiera rossa.
Scrisse il testo della canzone, su una musica di autore ignoto, forse una fusione di due melodie popolari lombarde.
La canzone si diffuse negli anni seguenti, e nel 1923 era già attestata la sua diffusione negli Stati Uniti.
Tuzzi inoltre si dedicò alla riscoperta della canzone popolare italiana, pubblicando anche una raccolta curata insieme a Lamberto Mercuri, "Canti politici italiani (1793-1945)".
Pubblicò inoltre alcuni libri sulle tradizioni popolari romane.

## Opere
- Canti politici italiani (a cura di Lamberto Mercuri, Carlo Tuzzi), Roma: Editori Riuniti, 1962
- Il carnevale a Roma, Roma: Trevi, 1966.
- Li Briganti a Roma, Roma: Trevi, 1966.
- Il serraglio degli ebrei, Roma: Trevi, 1966.
- Amore e vizio nella Roma del '500, Roma: Trevi, 1966.